# ادموند نول کوناسکی
ادموند استانیسواو نول کوناسکی (لهستانی: Edmund Stanisław Knoll-Kownacki; ۱۲ ژوئیهٔ ۱۸۹۱ – ۲ سپتامبر ۱۹۵۳) از فرماندهان عالی‌رتبه نیروی زمینی لهستان در جنگ جهانی دوم بود.

## زندگی‌نامه
نول کوناسکی تحصیلات دانشگاهی خود را در دانشگاه دولتی کشاورزی روسیه انجام داد و در ارتش روسیه به خدمت سربازی رفت. در سال ۱۹۱۳ مدرک مهندسی کشاورزی خود را اخذ نمود و ضمن کار به عنوان بازرس دامپزشکی جامعه مرکزی کشاورزی ورشو به انجمن تفنگداران پیوست.
در طول جنگ جهانی اول نول کوناسکی فرماندهی واحدهای مختلفی را به عهده گرفت و پس از بحران سوگند در ۱۹۱۷ توسط نیروهای آلمانی اسیر گشت اما در مه ۱۹۱۸ جهت رسیدگی به پاره‌ای از مشکلات خانوادگی به صورت موقت آزاد گشت و دیگر هیچوقت به اسارت بازنگشت. او به ارتش سلطنتی لهستان پیوست و فرماندهی واحدهایی را در شرق به دست گرفت و در جنگ لهستان-شوروی شجاعت‌های بسیاری به خرج داد که برایش مدال افتخار به همراه داشت.
با پایان جنگ نول کوناسکی به تحصیلات نظامی خویش ادامه داد و به درجه سرلشکری رسید. با آغاز جنگ جهانی دوم یگان‌های تحت امر نول کوناسکی که جزوی از سپاه پوزنان بودند رهبری ضد حمله در نبرد بزورا را به عهده گرفتند. پس از شکست این ضد حمله او توانست به همراه باقی مانده نیروهایش خود را به ورشو برساند. با تصرف ورشو نول کوناسکی به اسارت نیروهای آلمانی درآمد و تا سال ۱۹۴۵ در اسارت آن‌ها بود.
با پایان جنگ جهانی دوم و آزادی از اسارت، نول کوناسکی ابتدا به فرانسه و پس از آن به بریتانیا رفت تا آنکه نهایتاً در مزرعه‌ای کوچک واقع در ولز ساکن گشت.
او در ۲ سپتامبر ۱۹۵۳ فوت کرد.